# Pandora (mythologie)
Pandora (Oudgrieks: Πανδώρα) (haar naam kan zowel draagster van alle gaven als schenkster van alle gaven of albegaafde betekenen) is in de Griekse mythologie de naam van de eerste vrouw, die door Hephaistos werd gevormd uit water en aarde. Zij werd door Zeus aan de stervelingen als straf gezonden om onheil over hen te brengen, nadat Prometheus vuur uit de hemel gestolen had, met het doel om de mensen uit hun ongelukkige toestand te verlossen.

## Mythe
Prometheus en zijn broer Epimetheus hadden van Zeus de opdracht gekregen om de mens te maken. Zij maakten dan ook de man, maar omdat die man zo ongelukkig was, stal Prometheus een brandende toorts van de Olympos en schonk de mensheid het vuur. Zeus vond dit verraad zo erg dat hij de mensheid wilde straffen. Om Prometheus en Epimetheus niet te beledigen, deed hij dit niet rechtstreeks. Hij beval Hephaistos om uit water en aarde een vrouw te vormen, genaamd Pandora. Daarna schonken alle goden haar goede gaven. Athena gaf haar intelligentie, talent en manieren. Zij kleedde haar in de mooiste en kleurrijkste kleding. Aphrodite gaf haar de bevalligheid en schoonheid van een godin. De andere goden gaven haar goud en staken bloemen in haar haar. De laatste god, Hermes, gaf haar de spraak en plantte schaamteloze gedachten en een bedrieglijke aard in haar wezen. Zo kreeg zij een eigenschap die geen enkele andere sterveling had: nieuwsgierigheid.
Zeus schonk haar aan Prometheus, maar deze wist dat een geschenk van de goden niet zonder gevolgen blijft en weigerde haar. Hij raadde zijn broer aan dat ook te doen. Zeus liet haar daarop door Hermes bij Epimetheus, de domme broer van Prometheus brengen. Niettegenstaande de waarschuwingen van Prometheus nam hij haar tot vrouw. Zeus schonk het paar ook een pithos (kruik), waarin alle ongelukken zaten opgesloten. Als de kruik gesloten bleef, konden die niemand treffen. Pandora was nieuwsgierig en wilde het deksel van de kruik halen, maar Epimetheus hield haar tegen. Op een dag kon Pandora haar nieuwsgierigheid niet bedwingen en opende de kruik, en bevrijdde zo alle rampen, ziekten en zorgen die zich over de aarde verspreidden: aan het zorgeloze bestaan van de mens was een einde gekomen.
Pandora klapte het deksel geschrokken dicht, met het gevolg dat de hoop niet kon ontsnappen. Vandaar dat onder de hevigste rampen die de mensen op aarde teisteren, de hoop nog alleen resteert. Hoop wordt soms voorgesteld als de vogel die uit de kruik vloog toen deze voor een tweede keer werd geopend, als boodschap van troost voor de mensheid.
Volgens een andere, pessimistische versie is de hoop echter het enige wat de mensen onthouden blijft. Een derde interpretatie impliceert dat de hoop zelf ook een vergiftigd geschenk is. Hoop op iets anders is immers non-acceptatie van wat zich hier en nu manifesteert.
Pandora schonk haar gemaal verscheidene dochters, Prophasis, de godin der uitvluchten, Metameleia, de godin van het berouw en Pyrrha, die later de echtgenote werd van Deukalion.

## De 'doos' van Pandora
In het Nederlands en in andere talen staat de kruik ook bekend als de 'doos van Pandora'. De term 'doos' is hier echter het gevolg van een vertaalfout. Met name Desiderius Erasmus vertaalde het Griekse woord 'pithos' (vat, kruik) naar het Latijn ten onrechte als 'pyxis' (doos).
De "Doos van Pandora" werd ook gebruikt in het Belgische tv-programma De Mol. Daar was het een doos die 's nachts moest worden bewaakt maar niet mocht worden geopend omdat de gevolgen rampzalig zouden zijn voor de groep. In de doos zat een verleiding om deze toch te openen. De "Doos van Pandora" werd gebruikt in seizoen 8, dat zich afspeelde in Griekenland. Omdat de doos dat jaar niet werd geopend, keerde deze vier jaar later terug. Dat seizoen werd de doos echter wel geopend en het gevolg was dat de groepspot leeg begon te lopen en alle kandidaten tegelijk op een knop moesten drukken om dit stop te zetten.

## Interpretatie van de mythe
In het vroege christendom zagen de kerkvaders in het verhaal van Pandora's doos al heel gauw een pre-christelijke beeld van de Bijbelse zondeval: Pandora en Eva hadden allebei een zondige en ziekelijke nieuwsgierigheid gemeen, die de man, waarmee de gehele mensheid bedoeld wordt, noodlottig werd.